# Argentina nos Jogos Pan-Americanos de 1967
A Argentina competiu nos Jogos Pan-Americanos de 1967, em Winnipeg, no Canadá.